# Dodonaea rigida
Dodonaea rigida är en kinesträdsväxtart som beskrevs av J.G. West. Dodonaea rigida ingår i släktet Dodonaea och familjen kinesträdsväxter. Inga underarter finns listade i Catalogue of Life.